# Schefflera morototoni
Schefflera morototoni är en araliaväxtart som först beskrevs av Jean Baptiste Christophe Fusée Aublet, och fick sitt nu gällande namn av Maguire, Steyerm. och David Gamman Frodin. Schefflera morototoni ingår i släktet Schefflera och familjen araliaväxter.

## Underarter
Arten delas in i följande underarter:
- S. m. angustipetala
- S. m. morototoni
- S. m. sessiliflorus

## Bildgalleri

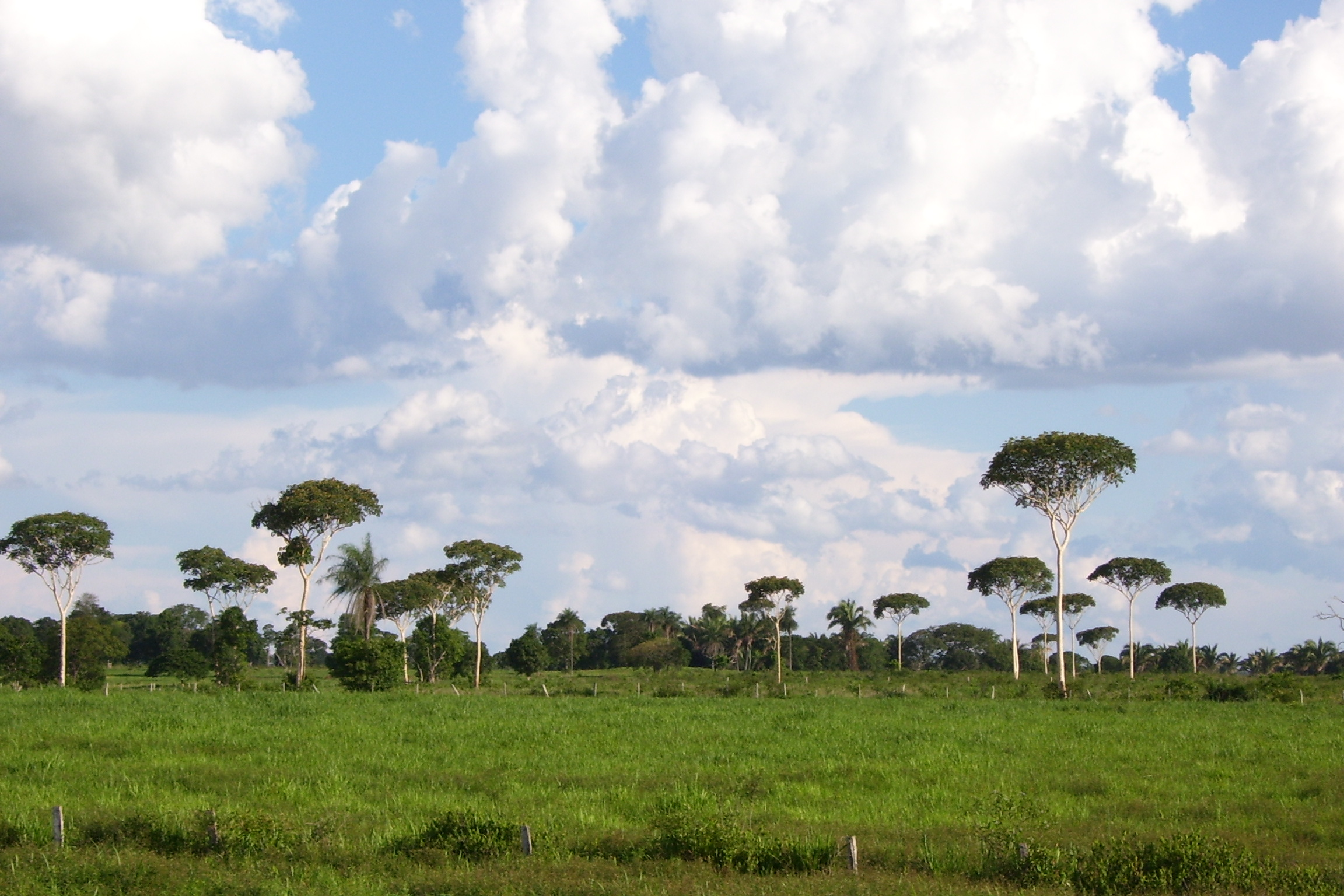
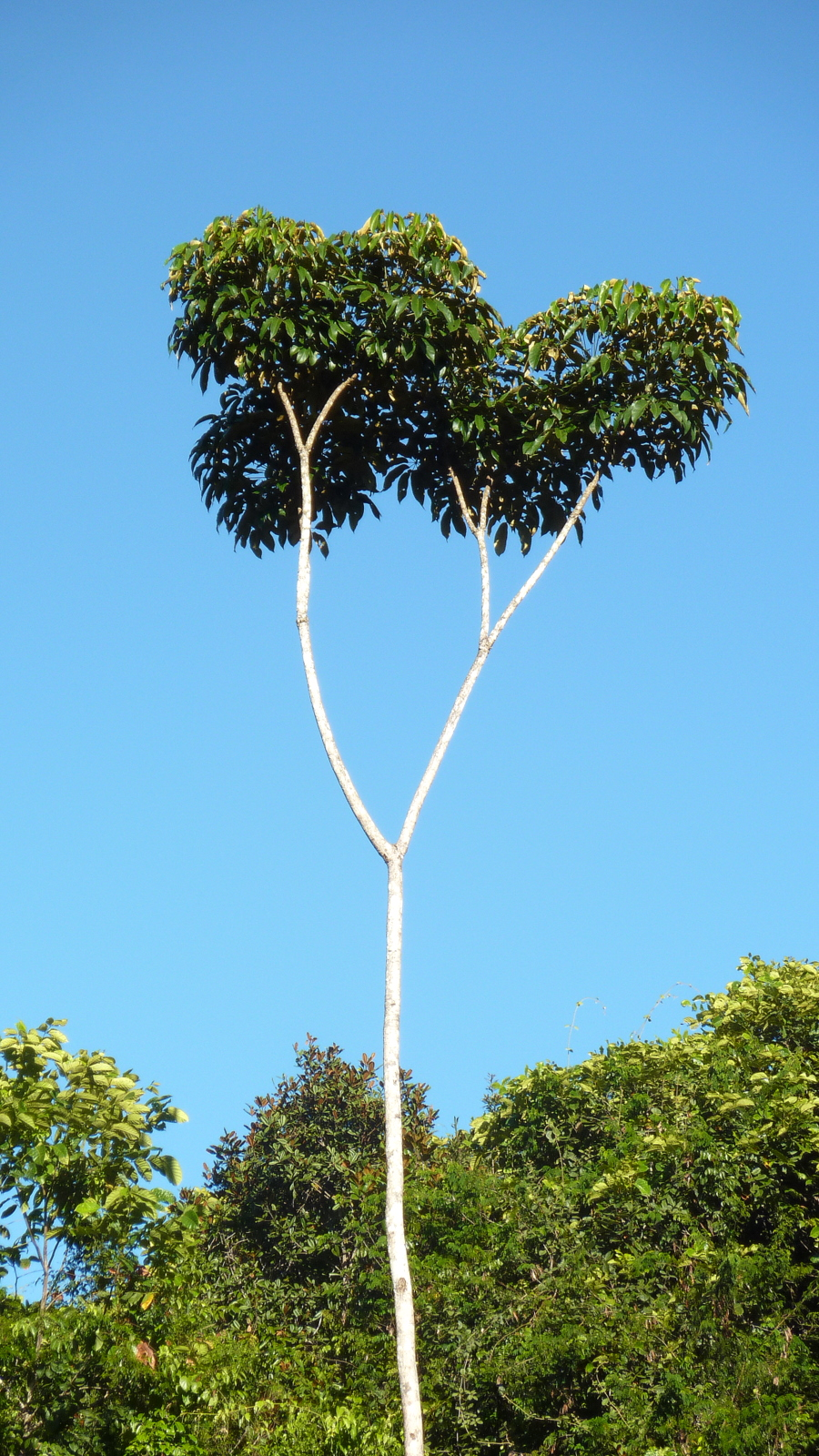
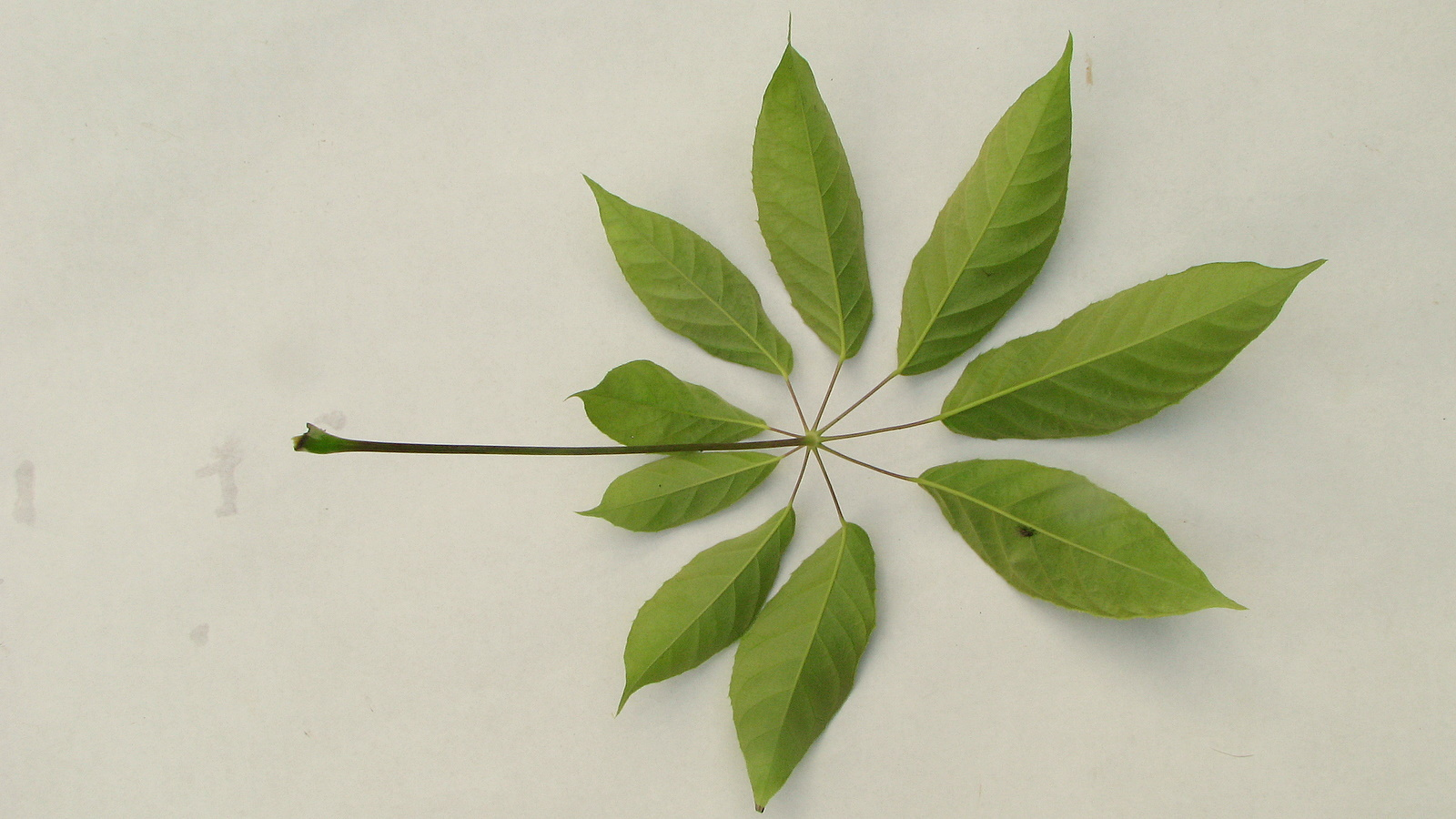
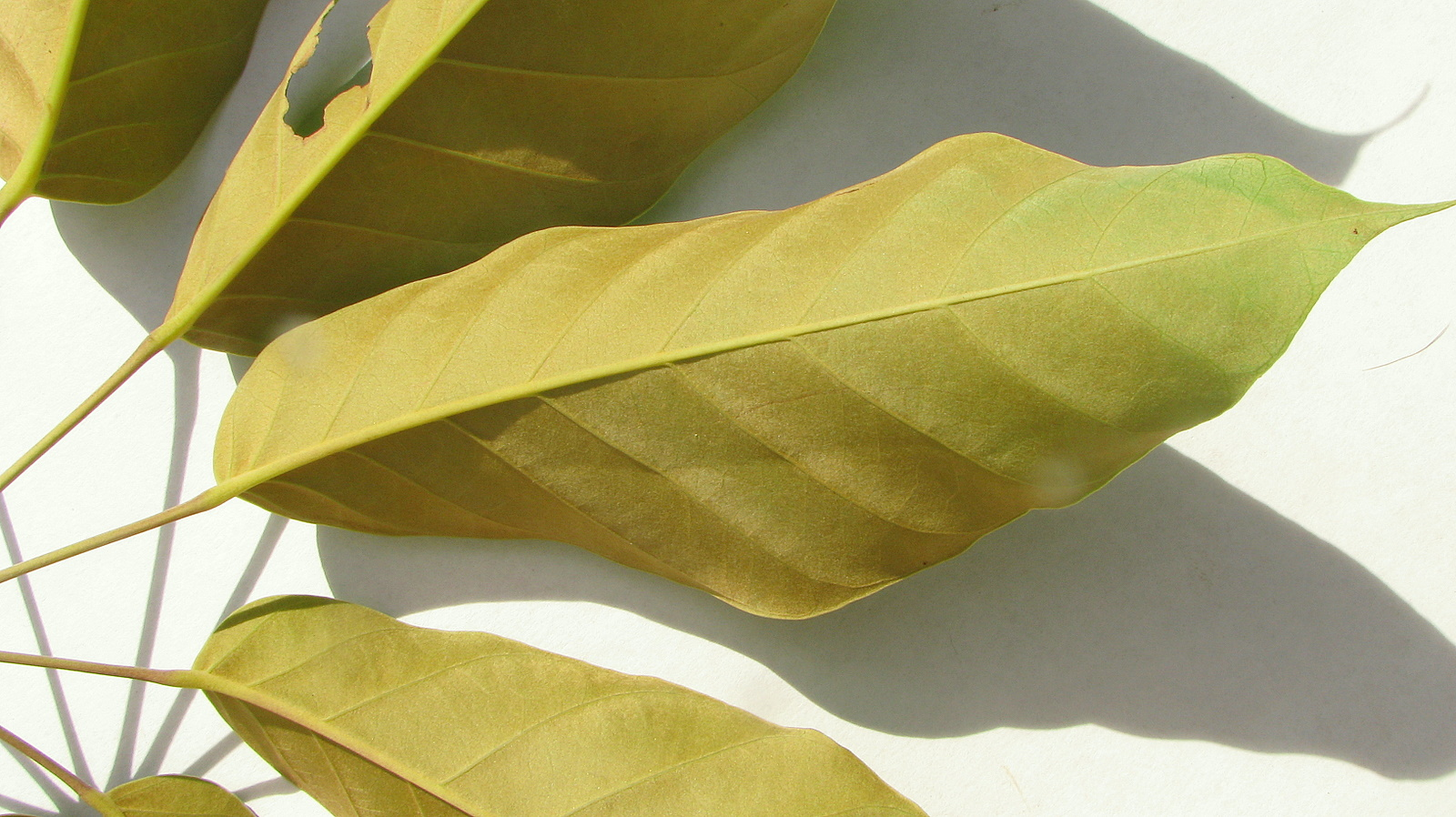
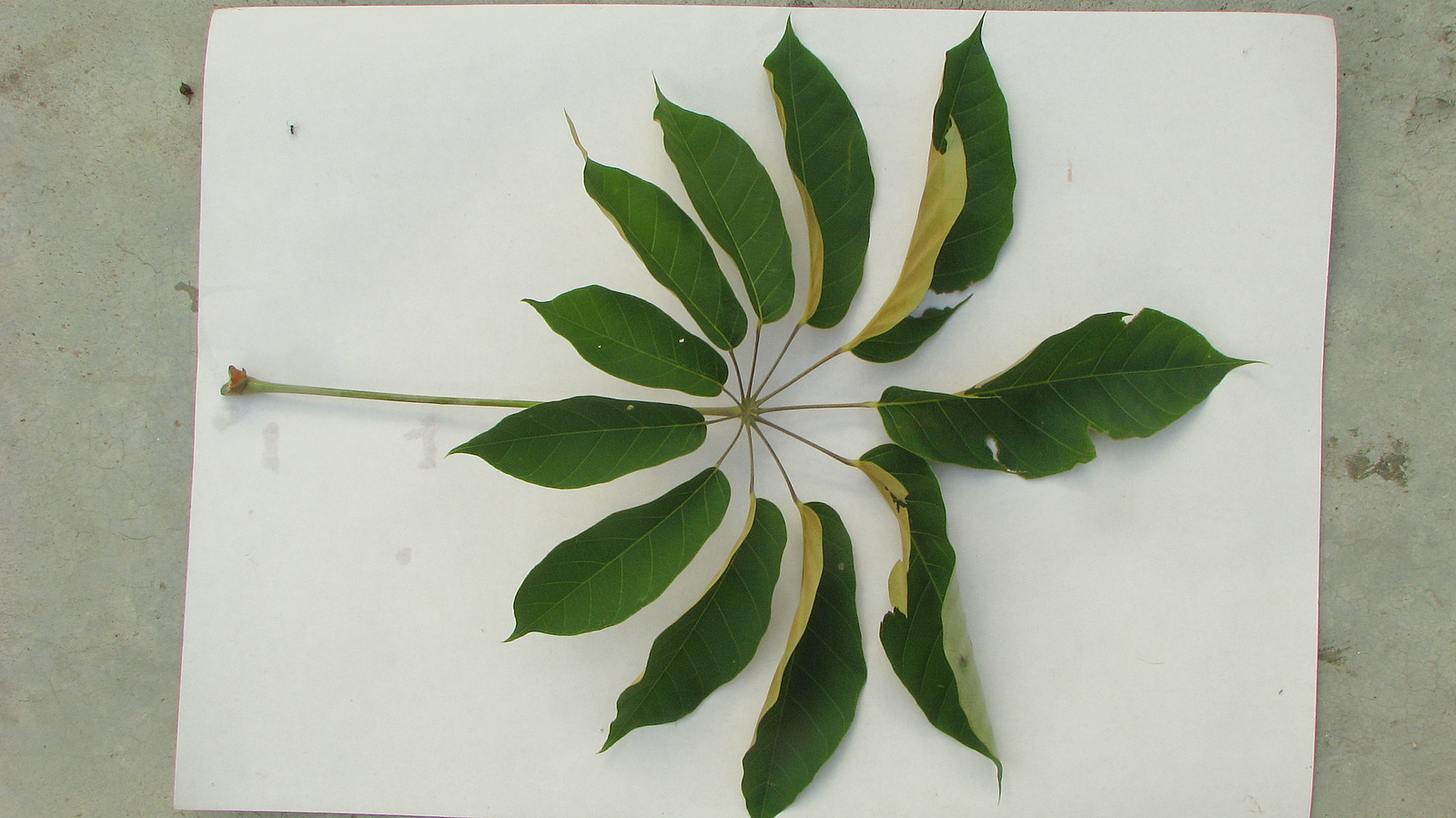
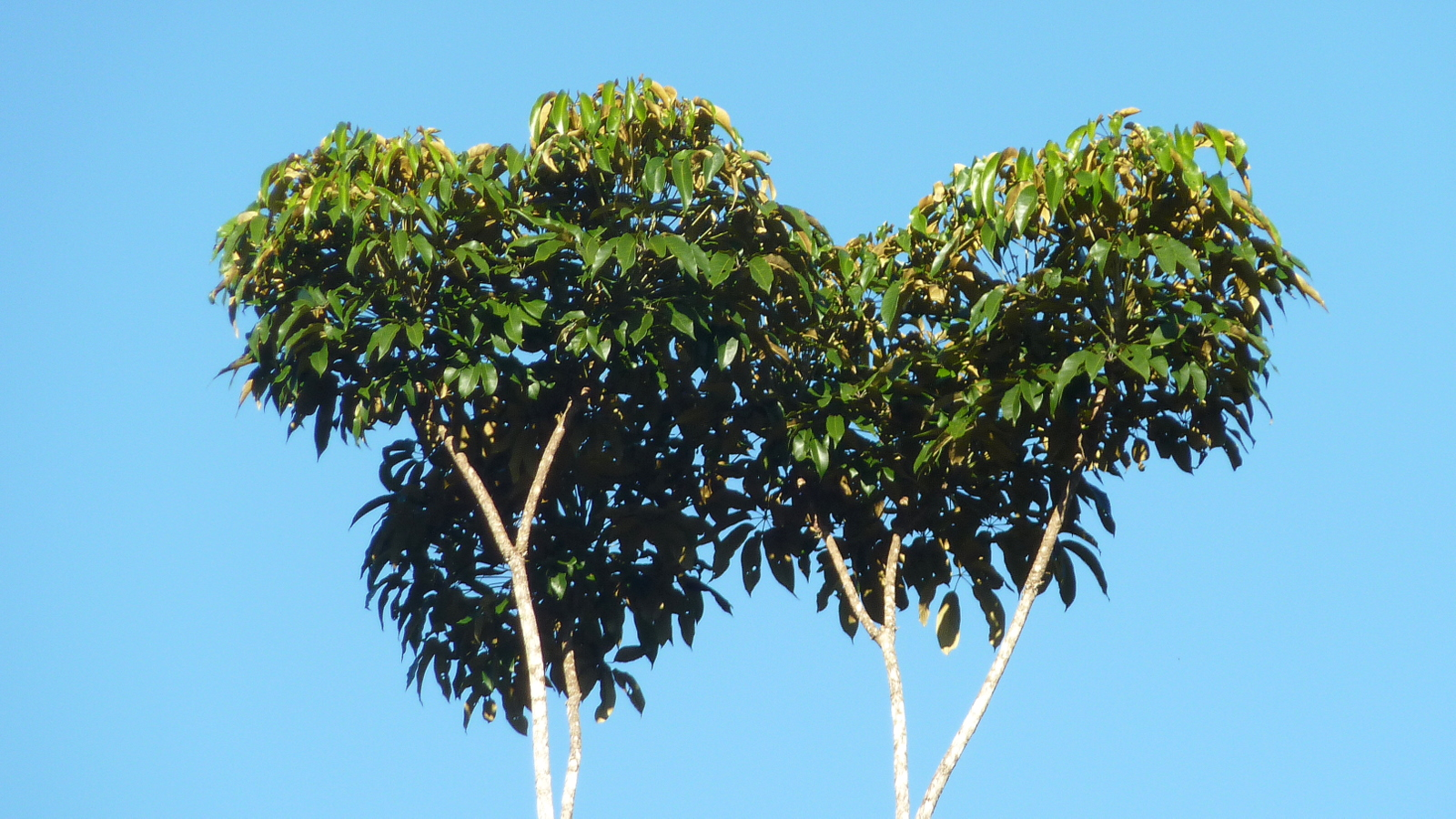